# Казак
Казак (фр. Cazac) насеље је и општина у јужној Француској у региону Миди Пирене, у департману Горња Гарона која припада префектури Сен Годан.
По подацима из 2011. године у општини је живело 85 становника, а густина насељености је износила 13,64 становника/km². Општина се простире на површини од 6,23 km². Налази се на средњој надморској висини од 357 метара (максималној 356 m, а минималној 246 m).

## Демографија
| 1962. | 1968. | 1975. | 1982. | 1990. | 1999. | 2011. |
| ----- | ----- | ----- | ----- | ----- | ----- | ----- |
| 104   | 109   | 100   | 83    | 84    | 81    | 85    |

График промене броја становника у току последњих година